# James Bregman
James Steven Bregman (Contea di Arlington, 17 novembre 1941) è un judoka statunitense.
Vinse la medaglia di bronzo ai Giochi olimpici di Tokyo 1964 nella categoria fino a 80 kg.
Jim Bregman cominciò a praticare judo all'età di 12 anni e frequentò le scuole superiori in Giappone.
Alle Olimpiadi giapponese del 1964, diventò l'unico americano a vincere una medaglia. La squadra americana di judo era formata da quattro elementi di diversa etnia: un ebreo americano (Bregman), un afro-americano (George Harris), un nippo-americano (Paul Maruyama) e un nativo americano (Ben Nighthorse Campbell).
Nel 1965, Bregman vinse una medaglia d'oro ai Campionati panamericani e un oro nelle Maccabiadi. Nello stesso anno, diventò il primo americano a vincere una medaglia ai mondiali di judo, conquistando il bronzo nella categoria fino a 80 kg. Dopo il ritiro, fu per tre volte presidente dell'Associazione di judo degli Stati Uniti.
Nel 2018, l'Associazione di judo americana gli conferì il più alto grado di judo del Judan.

## Palmarès
Olimpiadi
- 1 medaglia:
  - 1 bronzo (fino a 80 kg a Tokyo 1964)

Mondiali
- 1 medaglia:
  - 1 bronzo (-80 kg a Rio de Janeiro 1965)

Panamericani
- 1 medaglia:
  - 1 oro (-80 kg a Città del Guatemala 1965)

Maccabiadi
- 1 medaglia:
  - 1 oro (-80 kg nel 1965)